# Project One
A Project One holland DJ, producer duó, akik a hardstyle műfajában alkotnak. A két tagja Headhunterz, azaz Willem Rebergen és Wildstylez, azaz Joram Metekohy.
Az egyik legnagyobb jelentőséggel bíró munkájuk a Scantraxx Recordz-on 2008-ban megjelent albumuk, a "Headhunterz and Wildstylez Presents: Project One - The Album", melyen az "előjátékkal" együtt 13 alkotás található, többek között olyan nagy jelentőséggel bíróak, mint a "Rate Reducer", vagy a "Life Beyond Earth".
A hardstyle történetében jelentős eseménynek számított, amikor 2016 novemberében a Project One ismét fellépett, miután Headhunterz körülbelül két évig a big room house műfajában alkotott.
Kettejüknek azóta a Headhunterz és Wildstylez által 2018-ban alapított Art of Creation nevű kiadón, és a Q-Dance Records-on is jelentek meg közös műveik.

## Diszkográfia

### Nagylemezek
- 2008:

Project One - The Album (Scantraxx Reloaded) 
| Sorszám | Cím                 |
| ------- | ------------------- |
| 01      | Prelude             |
| 02      | Life Beyond Earth   |
| 03      | The World Is Yours  |
| 04      | Fantasy or Reality  |
| 05      | Best of Both Worlds |
| 06      | Numbers             |
| 07      | Halfway There       |
| 08      | The Story Unfolds   |
| 09      | The Art of Creation |
| 10      | It's a Sine         |
| 11      | Rate Reducer        |
| 12      | Raiders of the Sun  |
| 13      | The Zero Hour       |

### Középlemezek
- 2017:

EP I (Q-Dance Records)
| Sorszám | Cím                            |
| ------- | ------------------------------ |
| 01      | Luminosity                     |
| 02      | One Without A Second           |
| 03      | It's An Edit                   |
| 04      | Project One (Sound Rush Remix) |

### Kislemezek
| Évszám | Cím                                  | Kiadó           |
| ------ | ------------------------------------ | --------------- |
| 2018   | Resurrection                         | Art Of Creation |
| 2018   | Journey Of The Mind                  | Art Of Creation |
| 2018   | Maximum Force (Defqon.1 Anthem 2018) | Q-dance         |

### Remixes EP
| Évszám | Eredeti mű                        | Remixet készítette | Kiadó   |      |
| ------ | --------------------------------- | ------------------ | ------- | ---- |
| 2018   | Project One - The Zero Hour       | Phuture Noize      | Q-dance | Q193 |
| 2018   | Project One - Life Beyond Earth   | KELTEK             | Q-dance | Q194 |
| 2018   | Project One - The Art Of Creation | Sefa               | Q-dance | Q196 |

## Fordítás
- Ez a szócikk részben vagy egészben  a   Project One című angol Wikipédia-szócikk fordításán alapul.  Az eredeti cikk szerkesztőit annak laptörténete sorolja fel. Ez a jelzés csupán a megfogalmazás eredetét és a szerzői jogokat jelzi, nem szolgál a cikkben szereplő információk forrásmegjelöléseként.